# Condé-sur-Ifs
Condé-sur-Ifs ist eine französische Gemeinde mit 447 Einwohnern (Stand: 1. Januar 2022) im Département Calvados in der Region Normandie. Sie gehört zum Arrondissement Caen und zum Kanton Mézidon Vallée d’Auge.

## Geografie
Condé-sur-Ifs liegt rund 20 km südöstlich von Caen. Umgeben wird die Gemeinde von Vieux-Fumé im Norden, Magny-la-Campagne im Nordosten und Osten, Ernes im Südosten und Süden, Maizières im Südwesten, Le Bû-sur-Rouvres im Westen sowie Fierville-Bray in nordwestlicher Richtung.

## Bevölkerungsentwicklung
| Jahr                             | 1793 | 1836 | 1876 | 1926 | 1946 | 1968 | 1990 | 2016 |
| Einwohner                        | 419  | 444  | 431  | 337  | 346  | 361  | 368  | 463  |
| Quelle: Cassini, EHESS und INSEE |      |      |      |      |      |      |      |      |

## Sehenswürdigkeiten
- Kirche Saint-Pierre-et-Saint-Martin aus dem 12./13. Jahrhundert, in den folgenden Jahrhunderten erweitert
- Schloss
- Nécropole d'Ernes-Condé oder Butte du Hu Grabhügel
- Menhir Pierre Cornue

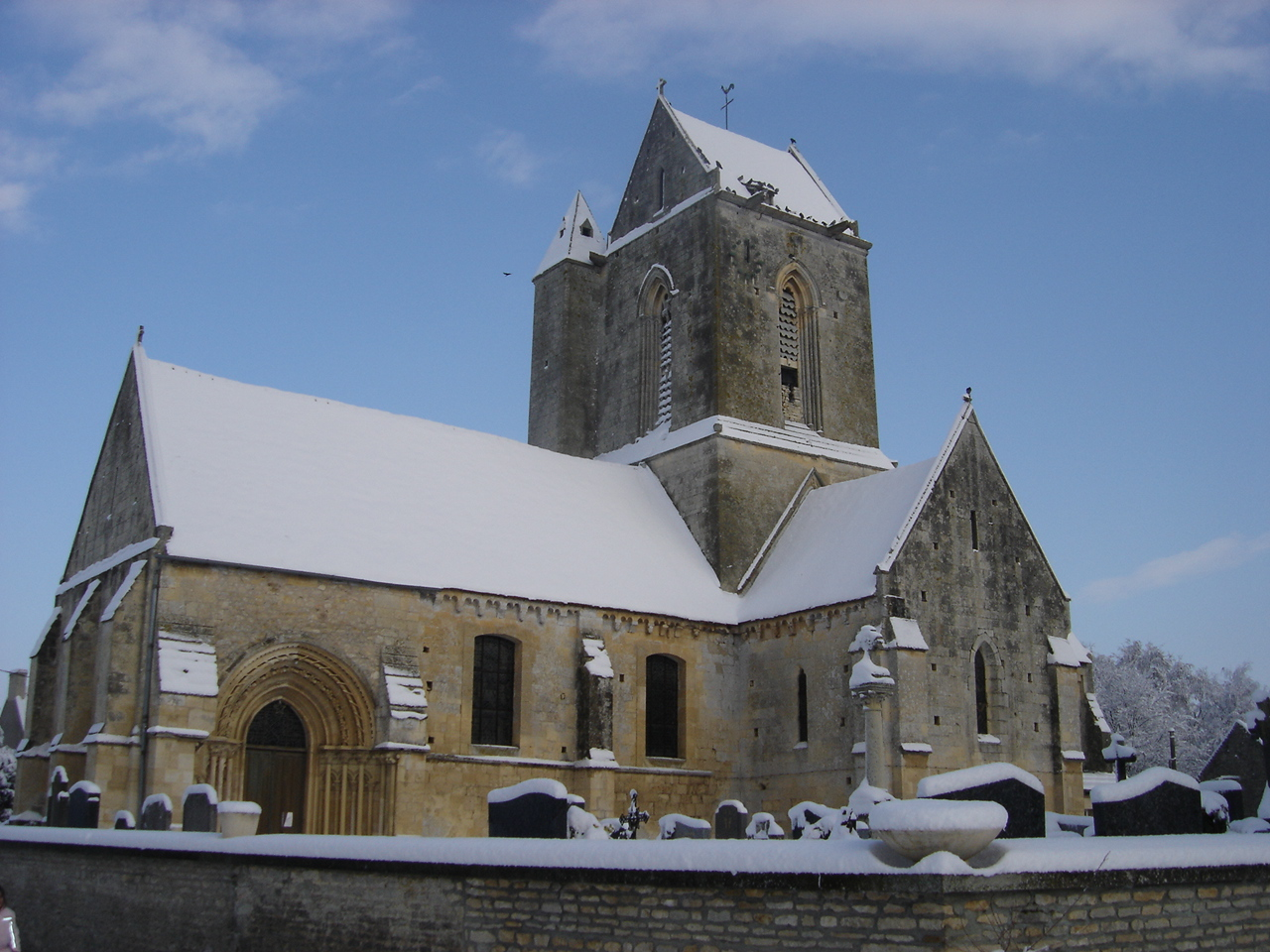
Kirche Saint-Pierre-Saint-Martin
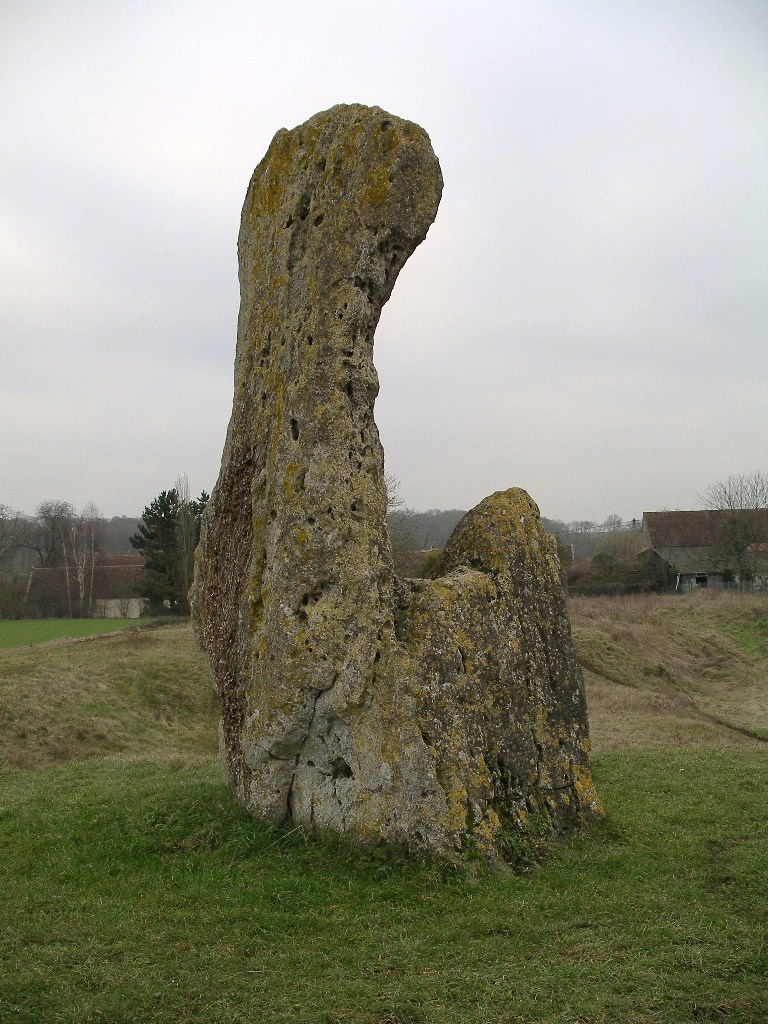
Menhir Pierre Cornue
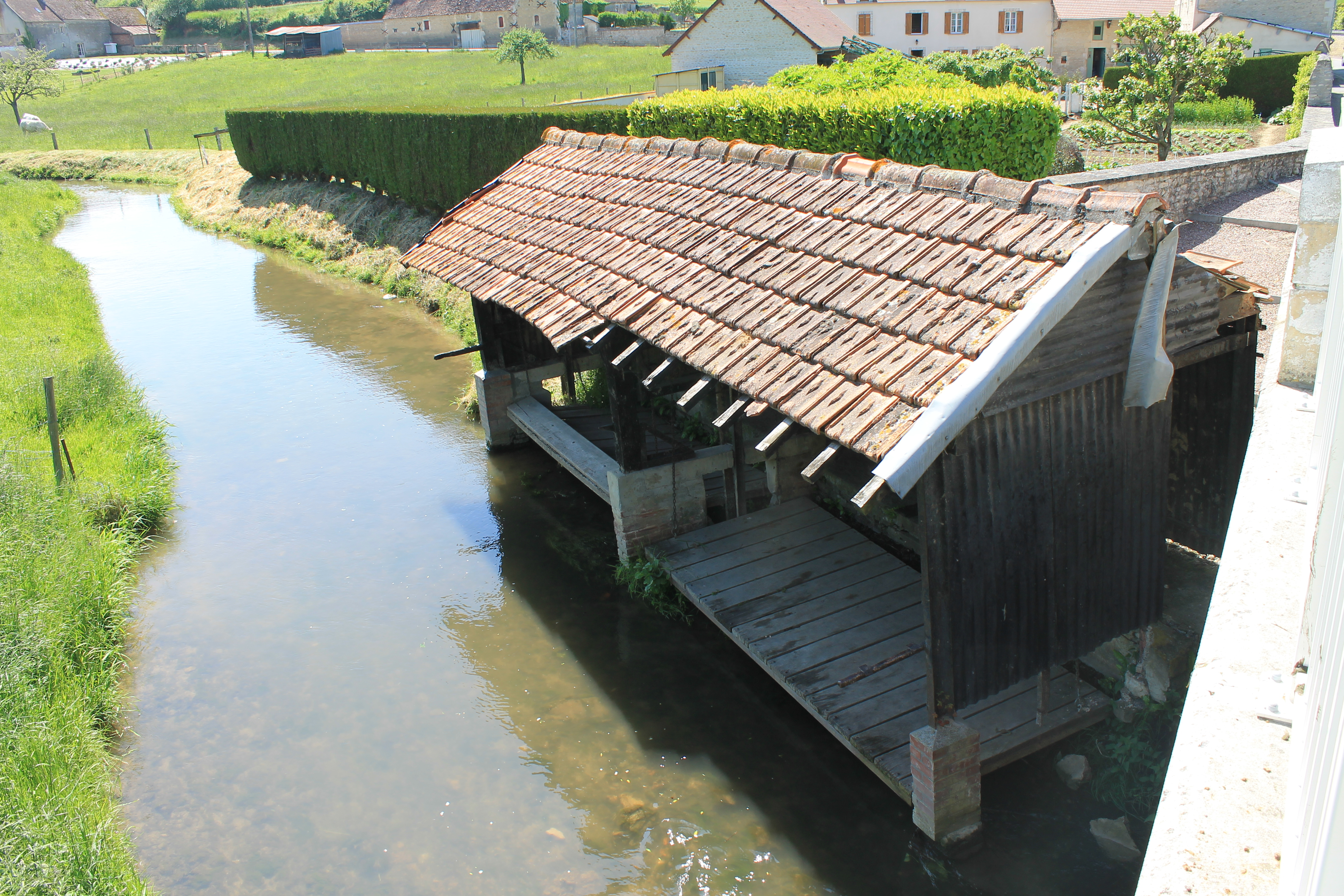
Waschhaus am Laizon
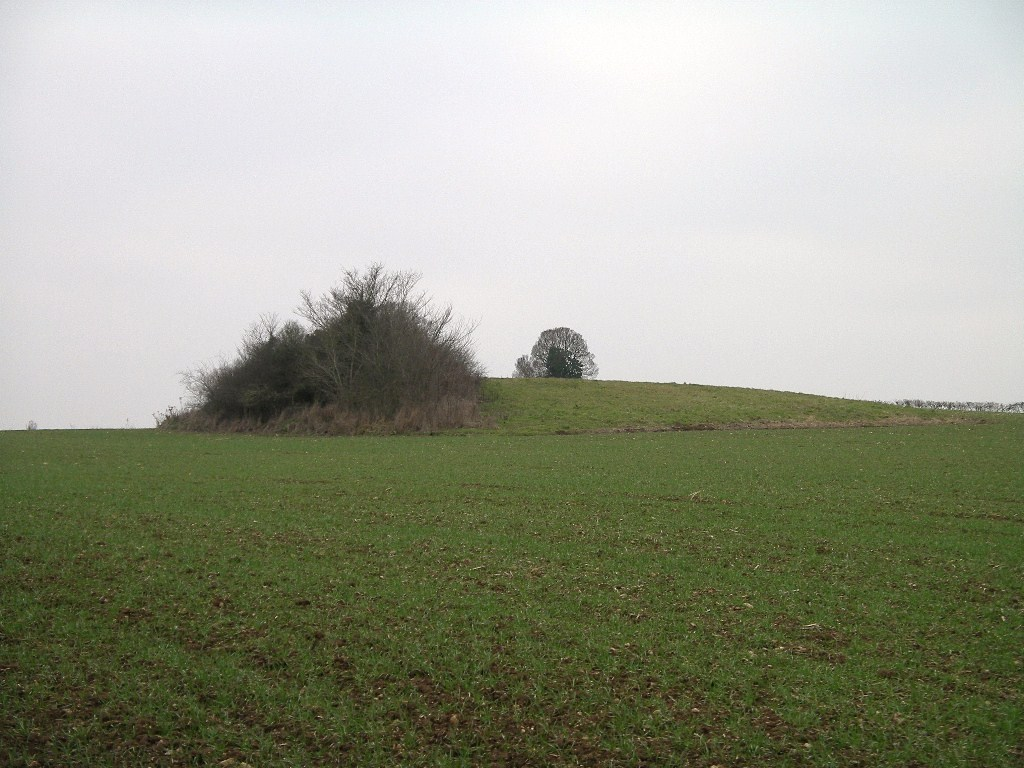
Nécropole d'Ernes-Condé oder Butte du Hu (Monument historique)